# Tramways électriques du pays de Charleroi et extensions
La société des Tramways électriques du Pays de Charleroi et extensions (TEPCE) est créée le 17 octobre 1904 chez Maitre Van Halteren notaire à Bruxelles, pour construire et exploiter des lignes de tramway électrique à voie métrique à Charleroi et sa banlieue en Belgique.
Cette société est une filiale de la compagnie des Railways économiques de Liège-Seraing et extensions affiliée au groupe Empain. La société disparait le 1er janvier 1962, absorbée par la  Société des transports intercommunaux de Charleroi.

## Histoire

Action au porteur de cent francs de 1929.

Le tramway urbain de la Charleroi est mis en service à la fin du XIXe siècle, la dernière ligne est supprimée en 1974. Il est exploité par les Railways économiques de Liège-Seraing et extensions qui en confie l'exploitation en créant une filiale, la société des Tramways électriques du pays de Charleroi et extensions (TEPCE). Celle-ci cède la place au 1er janvier 1962 à la Société des transports intercommunaux de Charleroi (STIC) qui exploite le réseau jusqu'à sa fermeture.
| Infrastructure |                                                               |
|                | Dépôt, installation technique ou voyageurs (stations, gares). |
|                | Emprise en site indépendant.                                  |
|                | Emprise en tunnel.                                            |
|                | Pont en site indépendant.                                     |
|                | Voie de service ou de fret.                                   |
| Lignes         |                                                               |
|                | Ligne de la SNCV.                                             |
|                | Ligne des TEPCE.                                              |
|                | Section commune à la SNCV et aux TEPCE.                       |
| 15(18)         | Ligne (service partiel, prolongé ou variante).                |

Au 1er janvier 1950, le réseau compte huit lignes :
- 2 Charleroi Sud - Gilly Taillis Prés
- 4 Charleroi Sud - Châtelineau Gare
- 7 Charleroi Sud - Fleurus Centre
- 5 Charleroi Sud - Montignies Place
  - 15 Charleroi Sud - Châtelineau Place Wilson
- 6 Charleroi Sud - Montignies Trieu Kaisin
- 8 Charleroi Nord - Châtelet Place de la Victoire
- 9 Jumet Place Loriaux - Loverval

## Lignes

### Lignes
- ligne 1: Charleroi Sud –  Sart - Allet
- ligne 2: Charleroi Sud – Charleroi Nord –  Gilly Quatre Bras –  Gilly Taillis-Pres - Soleilmont, fermeture le 1er mai 1974
- ligne 3: Charleroi sud - Gilly (Quatre-Bras), électrifiée le 4 juillet 1904[4].
- ligne 4: Charleroi Sud – Charleroi Nord – Quatre Bras –  Châtelineau Gare, fermeture le 1er juin 1969
- ligne 6: Charleroi Sud -  Montignies-Neuville.
- ligne 7: Charleroi Sud – Charleroi Nord – Gilly (Quatre-Bras) – Gilly Taillis-Pres – Fleurus, fermeture le 1er juillet 1973

### 5 Charleroi - Montignies
État au 1er janvier 1950 : 5 Charleroi Sud - Montignies Place et 15 Charleroi Sud Châtelineau Place Wilson.
30 juin 1974 : suppression.

### 8 Charleroi - Châtelet
État au 1er janvier 1950 : 8 Charleroi Nord - Châtelet Place de la Victoire.
1er juillet 1972 : suppression.

### 9 Jumet - Loverval
État au 1er janvier 1950 : 9 Jumet Place Loriaux - Loverval.
1er juillet 1972 : suppression.